# More Monsters and Sprites
More Monsters and Sprites ist die dritte EP des Electro-, Dubstep- und Brostep-Produzenten Skrillex und sein erstes Remix-Album. Am 7. Juni 2011 wurde es erstmals auf Beatport unter den Labels Big Beat Records und mau5trap Recordings veröffentlicht. Am 21. Juni dieses Jahres wurde die EP dann auch in anderen Online-MP3-Shops veröffentlicht. Die EP ist der Nachfolger von Skrillex’ zweiter EP Scary Monsters and Nice Sprites, vier Remixe von Liedern aus dieser EP sind in More Monsters and Sprites enthalten. Die Remixe sind von Dirtyphonics, Phonat, The Juggernauts und Kaskade. Zusätzlich sind 3 neue Songs enthalten. Der Musikstil der EP ist vor allem Dubstep und Electro, allerdings sind auch Einflüsse von Reggae enthalten.

## Trackliste
1. First of the Year (Equinox) – 4:22[1]
2. Ruffneck (Flex) – 4:43
3. Ruffneck (FULL Flex) – 3:46
4. Scary Monsters and Nice Sprites (Dirtyphonics Remix) – 4:51
5. Scary Monsters and Nice Sprites (Phonat Remix) – 3:40
6. Scary Monsters and Nice Sprites (The Juggernaut Remix) – 3:54
7. Scary Monsters and Nice Sprites (Kaskade Remix) – 8:04

Zusätzlich auf iTunes
1. Rock ’N’ Roll (Will Take You to the Mountain) (Musikvideo) – 4:35

Zusätzlich in der Mortal Kombat 9 Special Edition
1. Reptilevs Theme – 3:57
2. Cinema (Skrillex Remix) – 5:04

## Kritiken
Das Album bekam überwiegend positive Kritiken. David Jeffries von Allmusic beispielsweise meinte: „Shame the man’s debut album got stolen along with his laptop, but this tides things over nicely.“ und bewertete das Album mit 3,5 von 5 möglichen Sternen.

## Kommerzieller Erfolg

### Chartplatzierungen
Das Album konnte in den USA Platz 124 der Billboard 200 erreichen, in den Heatseeker Albums Platz drei und in den Top Electronic Albums Platz 5 erreichen. Auch in Australien konnte man sich in den Charts platzieren, das Album schaffte es bis auf Platz 60 vorzurücken. Die erste Single aus diesem Album, First of the Year (Equinox), wurde zur erfolgreichsten Single des Albums, sie erreichte die Charts in fünf Ländern. Eine weitere Veröffentlichung aus diesem Album war Ruffneck (Full Flex).
| ChartsChartplatzierungen       | Höchstplatzierung | Wochen |
| ------------------------------ | ----------------- | ------ |
| Vereinigte Staaten (Billboard) | 124 (1 Wo.)       | 1      |

### Auszeichnungen für Musikverkäufe
| Land/Region       | Auszeichnungen für Musikverkäufe (Land/Region, Auszeichnung, Verkäufe) | Verkäufe |
| ----------------- | ---------------------------------------------------------------------- | -------- |
| Australien (ARIA) | Platin                                                                 | 70.000   |
| Insgesamt         | 1× Platin ·                                                            | 70.000   |